# Генерал-губернатор Индии

Штандарт генерал-губернатора и вице-короля Индии (1885—1947).

Генерал-губернатор Индии (англ. Governor-General of India) — глава колонии Британская Индия. Первым генерал-губернатором был Уоррен Гастингс (1773—1785), последними — Арчибальд Уэйвелл (1943—1947), Луис Маунтбаттен (1947) и Чакраварти Раджагопалачария.
При создании должности в 1773 году напрямую генерал-губернатору подчинялся только калькуттский форт Уильямс, над всеми прочими владениями Британской Ост-Индской компании он осуществлял лишь общий надзор. Правом назначения и смещения генерал-губернатора обладал совет директоров компании.
Начиная с Уильяма Бентинка (1833) в подчинение генерал-губернатора перешла вся Индия, а его полномочия значительно возросли. Резиденцией генерал-губернатора продолжала оставаться Калькутта. После восстания сипаев (1858) королева Виктория провозгласила себя императрицей Индии, а её представитель стал не только генерал-губернатором, но и вице-королём. Право назначения губернатора было передано от компании монарху.
После обретения в 1947 году Индией независимости титул генерал-губернатора продолжал существовать в Индийском Союзе до 1950 года, в Пакистане — до 1956 года. В эти годы британский монарх назначал генерал-губернатора по представлению главы индийского (пакистанского) правительства. Первым генерал-губернатором Пакистана был Мухаммад Али Джинна. Пост генерал-губернатора Индии в 1948 году перешёл от Маунтбеттена к Чакраварти Раджагопалачарии, ставшему его последним владельцем.